# Minora (teorija grafova)
Minora, vrsta grafa iz teorije grafova. Minora nekog grafa {\displaystyle G} graf dobiven nizom uklanjanja i kontraktiranja bridova i uklanjanja vrhova.
Petersenov graf sadrži minore {\displaystyle K_{5}} i {\displaystyle K_{3,3}}.
Wagnerov teorem iz 1937. godine kaže da "Graf {\displaystyle G} je ravninski ako i samo ako mu ni {\displaystyle K_{5}} ni {\displaystyle K_{3,3}} nisu minore."